# Teodor Opęchowski
Teodor Opęchowski, ros. Фёдор Мечиславович Опенховский/Опеньховский (ur. 29 maja 1853 na Podolu, zm. 10 stycznia 1914 w Berlinie) – polski lekarz działający w Rosji, internista i fizjolog, profesor Uniwersytetu w Charkowie w randze rzeczywistego radcy stanu.

## Życiorys
Pochodził ze zubożałej polskiej rodziny szlacheckiej Opęchowskich, pieczętujących się herbem Topór. Był synem urzędnika Mieczysława Gaspara Opęchowskiego i Julii z domu Kunderewicz. Dokładne miejsce urodzenia nie jest znane (większość źródeł podaje Podole, pojedyncze – Lublin lub Warszawę). Miał co najmniej dwóch braci, Wacława i Walerego. Bratankiem Teodora był Stanisław Francewicz (Станислав Францевич Опенховский). Ukończył III klasyczne gimnazjum w Warszawie w 1871, następnie studiował na Cesarskim Uniwersytecie Warszawskim i na Uniwersytecie św. Włodzimierza w Kijowie, gdzie uzyskał dyplom lekarza w 1876. Jako stypendysta rządowy musiał odbyć służbę lekarską w wojsku carskim, najpierw w Szpitalu Wojskowym nr 55, potem 73 i ostatecznie w Kijowskim Szpitalu Wojskowym. Tam został asystentem (młodszym ordynatorem) w klinice dermatologicznej, kierowanej przez Ludwika Góreckiego. Pod jego kierunkiem rozpoczął pracę naukową. Dzięki opublikowanym pracom i poparciu Góreckiego Opęchowski otrzymał delegację na dwuletnią podróż naukową po Europie.

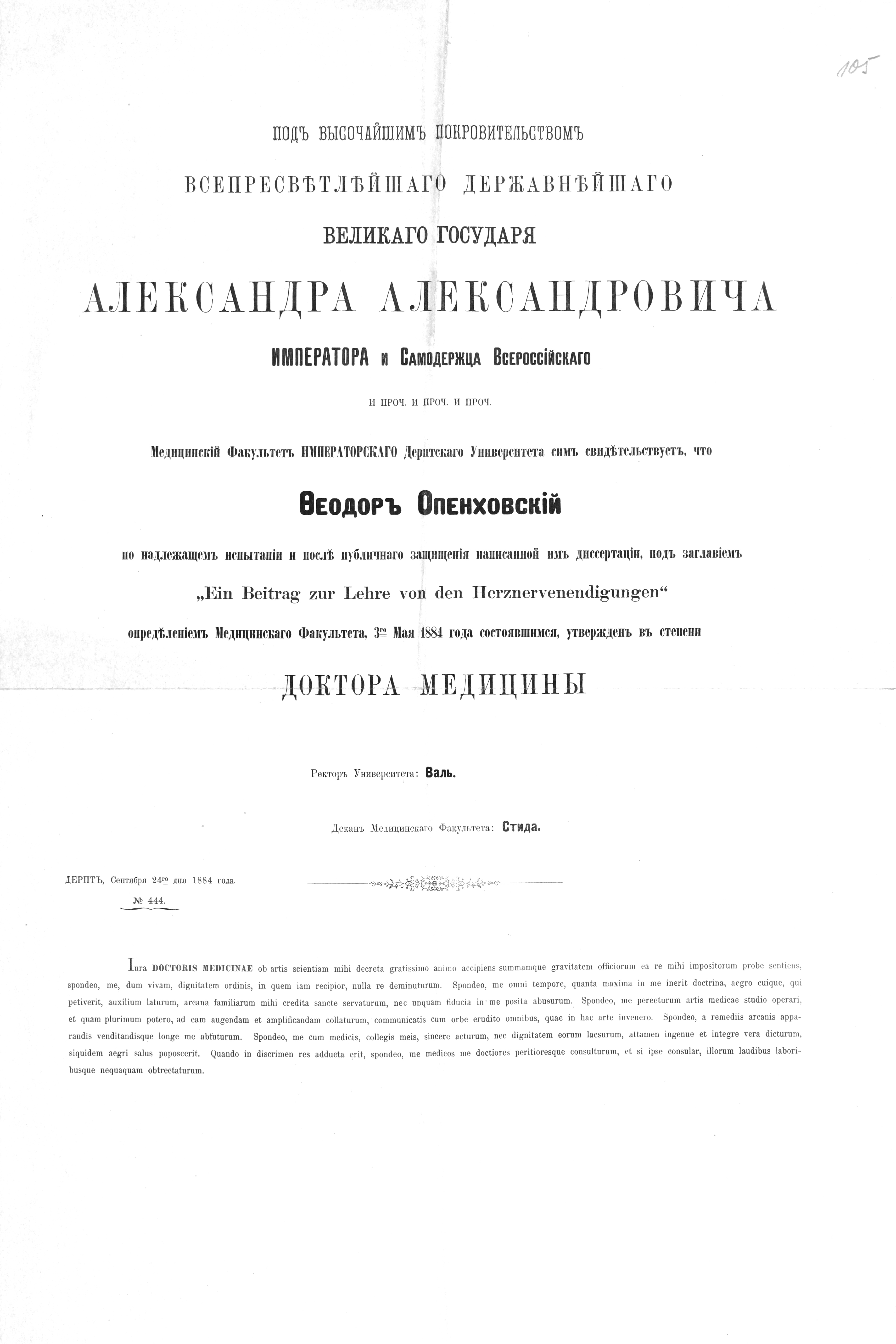
Dyplom doktora medycyny Teodora Opęchowskiego

Za granicą zwiedził instytut patologii Salomona Strickera w Wiedniu oraz kliniki Moritza Kaposiego, Leopolda von Schröttera, Hermanna von Zeissla, Heinricha von Bambergera; w Paryżu instytut fizjologiczny Étienne'a-Jules'a Mareya i kliniki Jeana-Martina Charcota, Pierre'a Potaina i Jeana Alfreda Fourniera; w Londynie klinikę Morella Mackenziego. Po powrocie do Kijowa opuścił klinikę i zwolnił się z wojska, po czym wyjechał do Berlina na dalsze studia.
W Berlinie pracował w Instytucie Fizjologii pod kierunkiem Emila DuBois-Reymonda. Uczył się też w klinice Hugona Kroneckera, Friedricha von Frerichsa i Schroedera. Potem wyjechał do Strasburga, gdzie był gościem w Instytucie Friedricha von Recklinghausena, klinice Adolfa Kussmaula i laboratoriach Oswalda Schmiedeberga oraz Friedricha Goltza.
Od 1883 w Dorpacie, na tamtejszym Uniwersytecie uzyskał veniam legendi na podstawie pozytywnie zaopiniowanej przez Ludwiga Stiedę pracy opublikowanej w 1883. Od czerwca 1884 do 1889 jako docent prywatny medycyny wewnętrznej prowadził wykłady i ćwiczenia z perkusji, auskultacji, laryngoskopii i rynoskopii. Jego uczniami w Dorpacie byli Dobbert, Frantzen, Hłasko, Knaut, Johansson, Rosen i Salmonowitz. Sam Opęchowski również prowadził badania naukowe, a jego praca o unerwieniu żołądka została uhonorowana nagrodą Hamburgera i uznana za najlepszą pracę dekady z dziedziny fizjologii. Od 15 stycznia do 15 sierpnia 1889 ponownie przebywał za granicą.
W 1889 został konsultantem chorób wewnętrznych w Instytucie Klinicznym im. wielkiej księżny Heleny Pawłowny w Sankt Petersburgu. W 1903 zastąpił Iwana Oboleńskiego na stanowisku wykładowcy w Żeńskim Instytucie Lekarskim w Charkowie. Miał też praktykę prywatną.
Od 1891 profesor nadzwyczajny w Klinice Terapeutycznej Uniwersytetu Charkowskiego. Od 1893 profesor zwyczajny. W 1903 został kierownikiem Kliniki. W Charkowie większość wysiłków Opęchowskiego skierowana była na działania administracyjne, wykłady, administracja kliniką i praktyka prywatna ograniczyły jego działalność naukową. Jego uczniami w Charkowie byli Achundow, Erlich, Korchow, Iwanow, Witwicki, Tedosow i Szatiłow.
Członek czynny Towarzystwa Lekarskiego Warszawskiego (od 7 stycznia 1890). Miał rangę rzeczywistego radcy stanu. Uczestniczył w międzynarodowych kongresach lekarskich w Kopenhadze (1884), Wiesbaden (1889) i Moskwie (1897).
Zmarł w Berlinie, na drugi dzień po operacji nowotworu żołądka przeprowadzonej w klinice Hansa Kehra. Przyczyną śmierci był zator tętnicy płucnej. Pochowany 20 stycznia na cmentarzu w Fajsławicach, w majątku zaprzyjaźnionej rodziny Florkowskich. Wspomnienie o nim napisał Alfred Sokołowski. Nekrolog ukazał się także w Charkowskim Medicinskim Żurnale.
Żonaty ze Stefanią Wolff, z małżeństwa urodziło się dwóch synów: Jerzy (1882–) i Wiktor (1891–1968). Po śmierci ojca synowie wraz z rodzinami wyjechali w 1917 roku do Polski.
Wspominany był jako wybitny lekarz i naukowiec, wytworny w manierach, dbający o elegancję. W swoim charkowskim mieszkaniu gromadził obrazy i inne wartościowe przedmioty. Lubił muzykę, grał na wiolonczeli, brał lekcje śpiewu i tańca. Jeden ze studentów zapisał w swoich pamiętnikach: „demonstrując chorych, miał zwyczaj szerokiego i nieco filozoficznego ujmowania przypadków chorobowych, czym imponował swoim słuchaczom; ujmował ich również wielkopańskimi manierami i europejskim obejściem się z chorymi; wysławiał się językiem potoczystym, gładkim, tak że wykład jego był zawsze zajmujący i gromadził dużą liczbę studentów; studenci bardzo lubili prof. Opęchowskiego i mieli dla niego duży respekt i sentyment”.
Po polsku nie publikował. Według niektórych źródeł aktywnie udzielał się w życiu kolonii polskiej w Charkowie (był prezesem tamtejszego Rzymskokatolickiego Towarzystwa Dobroczynności). Nieprzychylny mu Julian Talko-Hryncewicz twierdził, że „od Polaków stronił, prac naukowych ogłosił mało” i „był karierowiczem w całem tego słowa znaczeniu”. Władysław Szumowski z kolei uważał Opęchowskiego za „utalentowanego diagnostę” i „najwybitniejszego w swoim czasie lekarza w całej południowej Rosji”.

## Dorobek naukowy

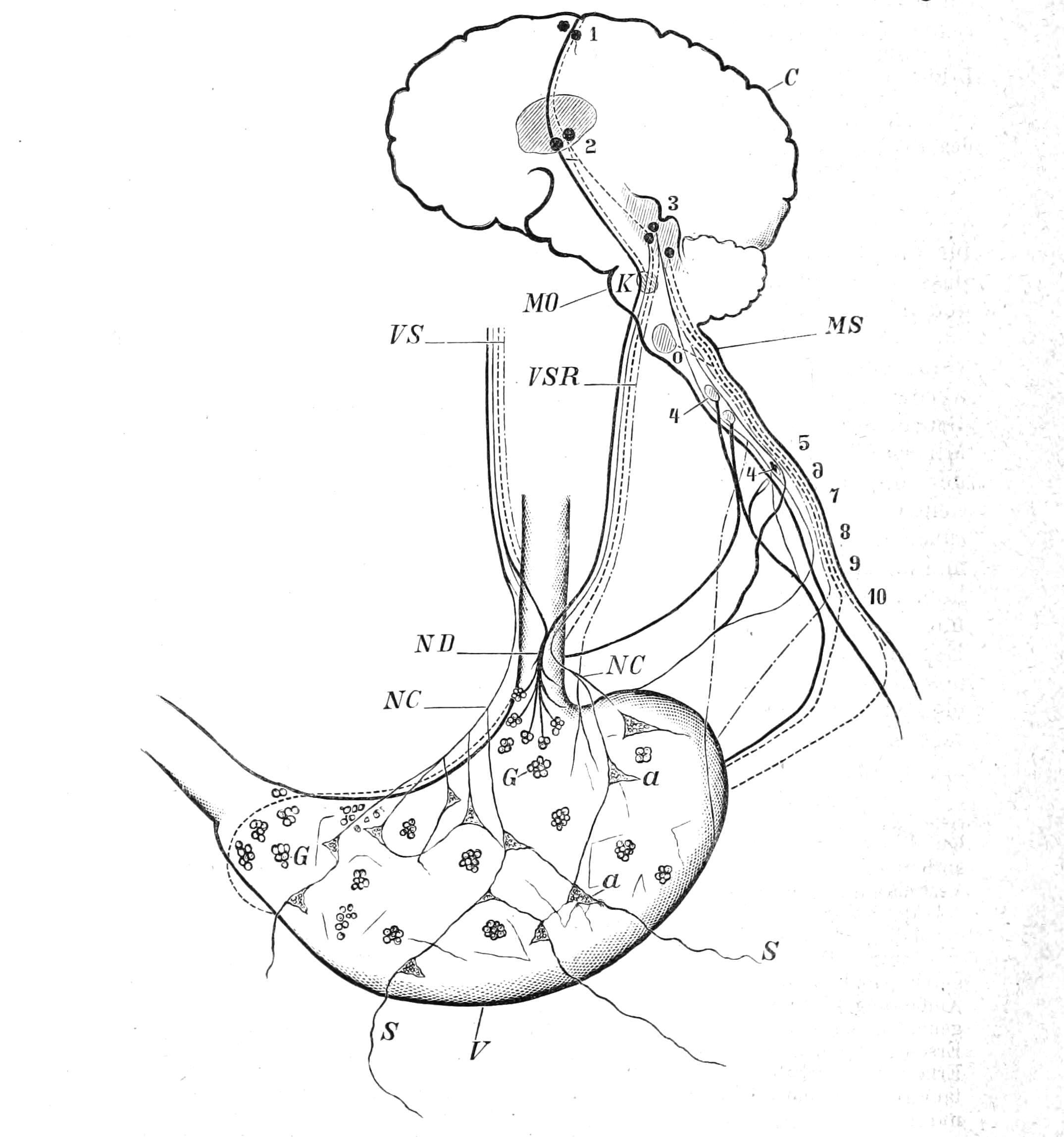
Unerwienie żołądka – schemat z pracy Opęchowskiego (1889)

Łącznie opublikowało koło 30 prac. Pierwsze prace Opęchowskiego dotyczyły etiologii łuszczycy. Wniosek, że w patogenezie choroby może mieć udział czynnik neurogenny, doprowadził go do badań nad unerwieniem gruczołów wydzielania wewnętrznego. Zajmował się zagadnieniem ciśnień w krążeniu małym i dużym i działaniem naparstnicy na krążenie małe i duże. Przeprowadzał doświadczenia na psach, w których obserwował napady padaczkowe wywołane działanie zimna na odsłoniętą powierzchnię kory mózgowej, opracowując przypuszczalnie pierwszy doświadczalny model padaczki. Razem z Kroneckerem, badał mechanizm połykania i unerwienie wpustu żołądka. W 1910 roku w języku rosyjskim i w 1919 w niemieckim opisał punkty uciskowe na kręgosłupie (punkty Opęchowskiego), mające znaczenie w diagnostyce lokalizacji wrzodu w chorobie wrzodowej żołądka.
Zredagował tłumaczenie na rosyjski podręcznika diagnostyki chorób wewnętrznych Vierordta.

## Lista prac
Bibliografia prac podana za Podoleckim, z uzupełnieniami.
- Dejstwie chrizofanowoj kisłoty pri psoriasis. W protokole Kijewskiego Obszczestwa Wraczej (1880)
- Słuczaj Frambosiae s. Myrmekiae Syphiliticae. W protokole Kiewskiego Obszczestwa Wraczej (1880)
- Słuczaj sapa prinjatyj za pustula maligna. W protokole Kiewskiego Obszczestwa Wraczej (1880)
- Histologisches zur Innervation der Drüsen. „Archiv für die gesamte Physiologie des Menschen und der Tiere”. 27 (1), s. 223–232, 1882. DOI: 10.1007/BF01802962.
- Ueber die Druckverhältnisse im kleinen Kreislaufe. Sitzungsberichte der Kaiserlichen Akademie der Wissenschaften. Mathematisch-Naturwissenschaftliche Klasse 34 (1881)
- Ueber die Druckverhältnisse im kleinen Kreislaufe. „Archiv für die gesamte Physiologie des Menschen und der Tiere”. 27 (1), s. 233–266, 1882. DOI: 10.1007/BF01802963.
- Ueber die Innervation der Kardia durch die Nervi pneumogastrici. Centralblatt für die Medicinischen Wissenschaften 21 (31), 545 (1883)
- Sur l’action localisee du froid, applique a surface de la region corticale du cerveau. Compte-rendu des seances de la societe de biologie 4, 2, 38 (1883)
- (Openchowski) demonstriert eine Versuchsreihe an einem curarisirten Kaninchen. Archiv für Physiologie ss. 455-456 (1883)
- Ein Beitrag zur Lehre von den Herznervenendigungen. Dorpat: Mattiesen, 1884
- Automatie, Reflex- und Hemmungsvorgaenge an der Cardia. W: Compte-rendu Publie au nom du Bureau par C. Lange, Secret. General T. I. Copenhague 1886 Sect. de physiol., ss. 103-107
- Beitrag zur Kenntniss der Nervenendigungen im Herzen. „Archiv für mikroskopische Anatomie”. 22 (1), s. 408–419, 1883. DOI: 10.1007/BF02952675.
- Chondrosarcoma peredniago sredostenia. Wracz, 50, 1000, 1888
- Легочный нарыв. Омертвение. Пнеймотомия. Выздоровление: из Дерптской госпитальной клиники. Врач 38, 743 (1888)
- Das Verhalten des kleinen Kreislaufes gegenueber einigen pharmak. Agentien besonders gegen d. Digitalis-Gruppe. Zeitschrift für klinische Medizin 16, 201, 1889
- Ueber die nervösen Vorrichtungen des Magens. Experimentelle Studien. Centralblatt für Physiologie 3 (1), 1-10, 1889
- Ueber die gesamte Innervation des Magens. Deutsche Medizinische Wochenschrift 35, 717-719, 1889
- Über Zentren und Leitungsbahnen für die Musculatur des Magens. Archiv für Anatomie und Physiologie ss. 549-555, 1889
- Über die Motschutkowski'sche Suspensionsmethode. Berliner klinische Wochenschrift 36, ss. 570-573, 1889
- Zur pathologischen Anatomie der geschwürigen Prozesse im Magendarmtractus. „Archiv für pathologische Anatomie und Physiologie und für klinische Medicin”. 117 (2), s. 347–356, 1889. DOI: 10.1007/BF01877640.
- (Redakcja) О. Фирордт: Диагностика внутренних болезней согласно новейшим методам исследования: Руководство для врачей и студентов. Дерпт: Г. Лакман, 1889
- Słuczaj porażenija czetwerochołmija. Dokład w Petersburgskom Medicinskom Obszczestwe (1890)
- O leczenii chorea strichninom. Dokład w Petersburgskom Medicinskom Obszczestwe (1891)
- О предсказаниях при болезнях сердца: Вступ. лекция при открытии курса госпитальной клиники внутр. болезней во втором семестре 1892 г. Харьков: Тип. А. Дарре, 1893
- Über einen seltenen Fall von Erkrankung mit bulbaeren Erscheinungen, der in Genesung endigte. Berliner klinische Wochenschrift 32, s. 693 (1895)
- K woprosu o wtoricznych pererożdenijach wsledstwie izmenenija pitanija bulbi. Wracz 32, s. 898 (1895)
- Ueber einen seltenen Fall von Aneurysma Sinus Valsalvae mit nachfolgender funkt. Stoerung der Herzklappen. Berliner klinische Wochenschrift 32 (7), 140-142, 1895
- Zur Haematologie der Pneumonie u. d. Abdominaltyphus. Klinisch-therapeutische Wochenschrift (1898)
- Zur Frage über verschiedene Formen Dissoziationen des Herzens u. ein Versuch der Klassifikation derselben. Compte-rendu du XII Congress International Moskou 1897
- Sclerose und Erweiterung der Coronararterie des rechten Herzens durch Digitalis ermittelt. Berliner klinische Wochenschrift 30, 1045–1047, 1904
- K raspoznawaniju mestopołożenija jazwy żełudka. Trudy I Sjezda Rossijskich Terapeutow s. 101 (1910)
- Zur Diagnostik der Lokalisation des Magengeschwüres. Münchener Medizinische Wochenschrift 60 (47), 2606–2608, 1919